# حقوق الإنسان في تشيلي

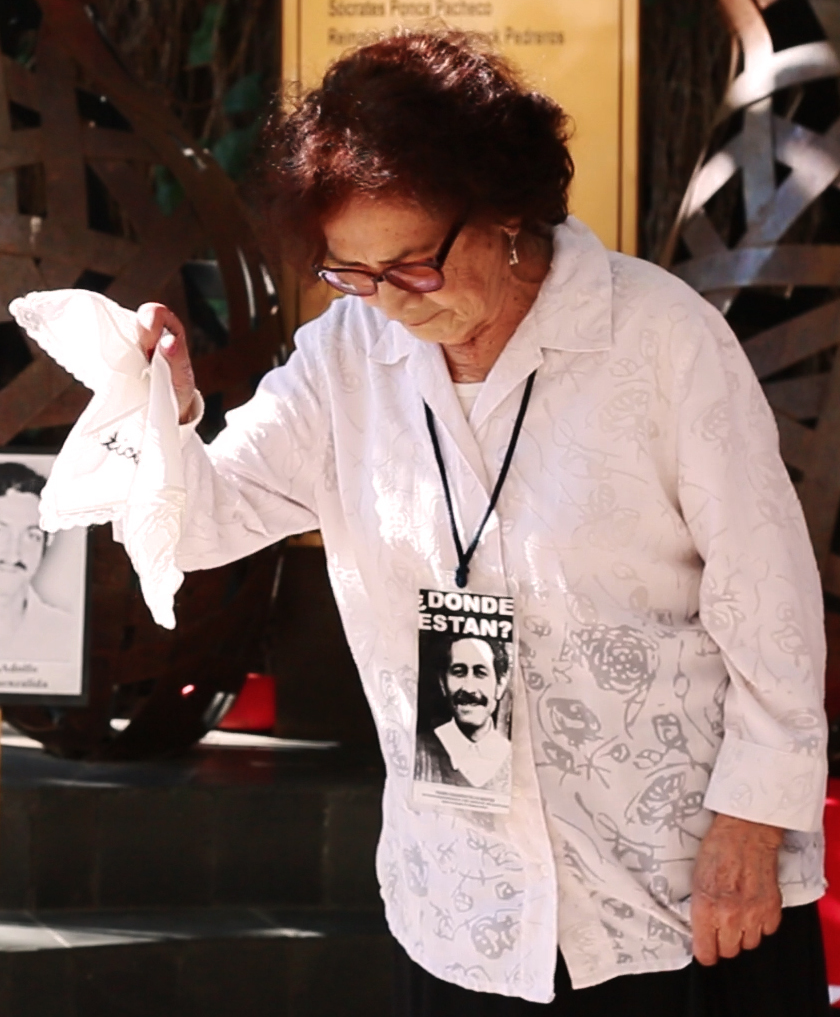
فيوليتا زونيغا ترقص على أنغام كويكا سولا ، جنبًا إلى جنب مع صوفيا أوريتا ، في عمل يحيي ذكرى 119 شخصًا اختفوا في كلية الحقوق بجامعة

تتضمن المشاكل المتعلقة بحقوق الإنسان في تشيلي التمييز تجاه الشعوب الأصلية والعنف المجتمعي والتمييز ضد النساء والأطفال وفئات مجتمع الميم بما فيها استغلال عمالة الأطفال وظروف السجن القاسية والمعاملة السيئة. تتضمن المخاوف حول حقوق الإنسان في تشيلي استخدام العنف المفرط من قبل قوات الأمن وإخفاء التقارير حول فساد الحكومة ومعاداة السامية. غالبًا ما تطبق الحكومة سيطرتها على القوات الأمنية. تأخذ الحكومة بشكل عام الخطوات اللازمة لإدانة حركات العنف من قبل المسؤولين الأمنيين. مع ذلك، تدّعي العديد من منظمات حقوق الإنسان أن المسؤولين الأمنيين المتهمين بارتكاب الانتهاكات القانونية أفلتوا من العقاب.
زادت انتهاكات حقوق الإنسان من قوات الأمن والجيش التشيلي بشكل واسع النطاق خلال حكم الجنرال أوغستو بينوشيه بين عامي 1973 و1990. يقدر عدد القتلى والمخطوفين خلال عهد الجنرال بينوشيه بنحو أكثر من 17000 شخص.

## تاريخ

### خلفية
بدرت العديد من المساعدات بخصوص حقوق الإنسان في أمريكا اللاتينية من قبل الكنيسة الكاثوليكية. زادت الأزمات الاجتماعية في أمريكا اللاتينية من عدد انتهاكات حقوق الإنسان. تغيرت مشاعر الشعب اللاتيني وامتزجت بقلق حول الحقوق الإنسانية المتصاعدة من إيمانهم الكاثوليكي. تبعًا لمنظمة أوكسفام، فإن الغالبية العظمى من السكان تدعي تجربتها في السيطرة على حياتها من خلال المجتمعات المسيحية التي انتشرت بين ستينيات وسبعينيات القرن التاسع عشر. ينتقد دعاة حقوق الإنسان الحكومة في تشيلي ويهتفون إلى رفع الوعي حول القمع والتعذيب الممنهج من قبل الحكومة إضافة إلى منعها حق المثول أمام القضاء. زادت تلك الجهود المبذولة بالتعاون مع المؤتمر الأسقفي الثاني لأمريكا اللاتينية والمجتمع الفاتيكاني الثاني. إذ حث الأساقفة الكنيسة على مباركة جهود الشعب من أجل إنشاء وتطوير المنظمة الشعبية في سبيل الإنصاف وتوحيد حقوقهم.
لم توجد منظمات لحقوق الإنسان في أمريكا اللاتينية قبل ستينيات القرن التاسع عشر، وإن وُجدت فقد كانت مجرد حبر على ورق. تشكلت اللجنة المصغرة للدفاع عن حقوق الإنسان في تشيلي بقيادة كلوتاريو بليست في عام 1972 قبل سنة من الانقلاب ولكنها كانت غير مجدية. تخلفت الحركات المنادية بحقوق الإنسان في أمريكا اللاتينية نتيجة الانقلاب العسكري ما عدا في تشيلي، إذ بدأت حركات الرد بشكل مباشر على انقلاب تشيلي عام 1973.

### انقلاب تشيلي عام 1973
في 11 سبتمبر عام 1973، أطاحت حكومة عسكرية بالرئيس سلفادور أليندي في انقلاب عسكري ونصبت الجنرال أوغستو بينوشيه رئيسًا جديدًا للنظام. كان هذا النظام دكتاتوريًا واستبداديًا يسحق حقوق شعبه باستخدام القوة والتعذيب والخطف والاعتقالات السرية والإعدام خارج دائرة القضاء. اعتُقل الآلاف وقُتل المئات. في هذا السياق ظهرت أول معارضة منظمة لحكم بينوشيه.

### المنظمات غير الحكومية في سبعينيات القرن الماضي
بدأت المعارضة ضد النظام العسكري الديكتاتوري بعد أيام من الانقلاب، وظهرت المنظمة الأولى بعد شهر من ذلك. وكما هو الحال في أي مكان آخر، بدأت هذه الحركة في تشيلي من الكنيسة الكاثوليكية.
قامت أول معارضة منظمة ضد النظام من قلب الكنائس. أُنشِئت لجنة التعاون من أجل السلام في تشيلي من قبل خمسة كنائس مسيحية إضافة إلى المجتمع اليهودي في تشيلي في 9 أكتوبر من عام 1973 من قبل المطران راؤول سيلفا هنريكيز بهدف مساعدة الشعب التشيلي الذي وقع في ضائقة اقتصادية واجتماعية رهيبة بسبب الأحداث السياسية الأخيرة، بالإضافة إلى تأمين الدعم القانوني والروحي والاقتصادي. قامت لجنة السلام بتنفيذ نشاطها في حقوق الإنسان ووقفت بوجه المضايقات والتخويف الذي تلقته من الحكومة، وهو ما كان فعلًا شجاعًا وخطيرًا في نفس الوقت يقوم به أولئك المنتسبون للمنظمة. خلال سنتين من عمل الجمعية، استطاعت تأمين الدعم لـ 17 ألف مضطهد من قبل الحكومة، إضافة إلى المعتقلين دون محاكمة لأسباب سياسية. ولعبت دورًا داعمًا لأولئك الذين خسروا وظائفهم لأسباب متعلقة بالسياسة، ووفرت الرعاية الطبية. أُغلقت اللجنة بشكل نهائي بقرار مباشر من بينوشيه في نوفمبر من عام 1975، ولكنها تركت خلفها بذورًا لمنظمات أخرى لتكمل مسيرتها.
تشكلت رابطة أسر المختفين في سانتياغو والتي هي جزء من مجموعة حقوق الإنسان التشيلية عام 1974 وبدأت مسيرتها من كلوتاريو بليست عام 1975. نشأت المنظمة من قبل مجموعة أعضاء أغلبهم من النساء اللواتي انتسبن إلى لجنة التعاون من أجل السلام في شيلي. كان الهدف الرئيسي من رابطة أسر المختفين هو نشر الوعي في عيون العامة بخصوص الأفراد المختفين والضغط على الحكومة لإصدار معلومات حولهم. بعد إعادة إرساء الديمقراطية في تشيلي بعد انتخاب باتريك آيلوين رئيسًا عم 1989، لعبت الضغوطات التي مارستها رابطة أسر المختفين على الحكومة الديمقراطية الجديدة دورًا مهمًا في تشكيل لجنة الحقيقة والمصالحة عام 1990.

## انتهاكات حقوق الإنسان
ينص الدستور على أن جميع الأشخاص يولدون أحرارًا ومتساوين من ناحية المنزلة والمثول أمام القانون؛ مع ذلك، هو لا يحدد هوية الأشخاص المحميين من التمييز. يؤمن قانون مكافحة التمييز العنصري عام 2012 سبلًا لإنصاف ضحايا التمييز العنصري بناء على العرق والهوية الوطنية والوضع الاجتماعي والاقتصادي واللغة والأيديولوجيا والآراء السياسية والإيمان الديني والمشاركة في الجمعيات والمنظمات النقابية والهوية الجنسية والميول الجنسية والحالة الزوجية والعمر والانتماء والمظهر الشخصي والمرض والإعاقة الجسدية. ويزيد القانون من العقوبات على أعمال العنف القائمة على التمييز العنصري، مع ذلك، ما زالت تلك الأفعال مستمرة.

### النساء
العنف المنزلي تجاه النساء هو مشكلة جدية. أقرّت إحدى الدراسات أن نحو 74% من النساء المتزوجات تعرضن للتعنيف الجسدي. بما في ذلك جرائم الاغتصاب والاغتصاب الزوجي الذي يعاقب عليه القانون. يعتقد الأخصائيون أن معظم حالات الاغتصاب لم يُبلغ عنها. على الرغم من أن البغاء قانوني، فإن إحداث بيوت الدعارة ليس كذلك.
التحرش الجنسي مشكلة شائعة. في قانون طُرح عام 2005 للحد من التحرش الجنسي هدف إلى توفير الحماية والمساعدة المادية للضحايا ويعاقب على الإساءة من قبل أرباب أو زملاء العمل. ولكن معظم تلك الوقائع تُحلّ بشكل سريع، ما يؤدي لاتخاذ الإجراءات اللازمة فقط بحق 33% من الحالات.
تتمتع النساء بنفس الحقوق القانونية للرجال، بما في ذلك الحقوق بموجب قانون الأسرة وقانون الملكية. أظهر المسح الاجتماعي والاقتصادي الوطني والذي يتم كل أربع سنوات في عام 2004 بأن الفجوة الإجمالية للدخل بين الجنسين ما زالت 33%، مع ازدياد القوة العاملة النسائية إلى نسبة 24%، يوفر قانون العمل مزايا عديدة للموظفات الحوامل والأمهات الحديثات.
أظهرت دراسة أجرتها «شركة الإنسان» ومعهد الشؤون العامة التابع لجامعة تشيلي عام 2005 بأن 87% من النساء اللواتي شملهن الاستطلاع شعرن بأنهن يتعرضن للتمييز.

### الأطفال
تلتزم الحكومة بحقوق الأطفال ورفاهيتهم. التعليم إلزامي ويشمل الجميع بالمجان خلال السنوات الدراسية الـ 12 كلها. تؤمن الحكومة نظامًا من الرعاية الصحية عبر نظام عمومي بأحقية متساوية لكل من الصبية والفتيات. كان العنف تجاه الأطفال مشكلة حقيقية. أظهرت دراسة استطلاعية أجرتها منظمة السلام من أجل المواطنين عام 2003 بأن 60% من الأطفال الذي أعمارهم 7 و10 سنوات تعرّضوا لأشكال مختلفة من العنف ضدهم سواء في منازلهم أو خارجها. استغلال الأطفال من أجل الدعارة وعمالة الأطفال هما مشاكل منتشرة أيضًا.